# Jennifer Meyer
Jennifer Meyer Maguire, född 23 april 1977 i Los Angeles, Kalifornien, är en amerikansk smyckesdesigner. Meyer var 2007 till 2021 gift med skådespelaren Tobey Maguire (paret separerade dock redan 2016).